# Мостовское (городской округ Верхняя Пышма)
Мостовско́е — село (до 1871 — деревня) в Свердловской области Российской Федерации, в муниципальном образовании «городской округ Верхняя Пышма». Площадь села 20,440 кв.км.

## Географическое положение
Село Мостовское муниципального образования «городской округ Верхняя Пышма» Свердловской области расположено в 22 километрах (по автотрассе в 24 километрах) к северу-северо-востоку от города Верхняя Пышма, на старом Верхотурском тракте в истоке реки Мостовая (левый приток реки Адуй). В окрестностях села, к востоку на реки Мостовка расположен пруд и детский лагерь «Солнечный».

## История
Село впервые упоминается в документах начиная с 1724 года, как конная почтовая станция Верхотурского тракта. Получила своё название от того, что первые поселенцы, занимаемые для поселения места, предварительно мостили деревом, чего требовала низкая болотистая почва. Изначально это был небольшой посёлок, куда, по распоряжению горного начальника, с 1813 года селились люди для заготовки и доставки дров, строительного леса, угля, мха, сена для Екатеринбургского монетного двора из так называемой Казённой Монетной дачи. Перед освобождением крестьян из крепостной зависимости поселенцам было разрешено расчищать лес для пашни и усадебной земли. Жители села работали дровосеками, заготовляя для Екатеринбургского и Верх-Исетского заводов дрова, брёвна, уголь, занимались изготовлением деревянной посуды, содержали постоялые дворы, промывали золото на Мостовском и Верхотурском золотых приисках. Был развит бондарный промысел. В конце XIX века поселение получило статус волостного центра.
До 1871 года село было деревней и приход относился к приходу села Аятского.
Школа
В конце XIX века в селе находилась земская и церковноприходская школы.

## Александро-Невская церковь
В 1866 году на месте существовавшей деревянной часовни в честь Великомученицы Екатерины была начата постройка деревянной, однопрестольной церкви, при чём все часовенные принадлежности поступили во вновь устраиваемую церковь. Церковь, находящийся на окраине села, была закончена в 1871 году и была освящена в честь перенесения мощей святого Благоверного и Великого князя Александра Невского 30 августа 1871 года. В 1887-1888 годах внутри была украшена стенною живописью, а снаружи выкрашена, при чём пред главным входом в неё была устроена мраморная лестница в семь ступеней. В сентябре 1894 года церковь горела, и храм пришлось ремонтировать, при чём были исправлены пола и потолки, переписаны заново некоторые иконы, перезолочен и перекрашен иконостас. В начале XX века для священнослужителей при церкви имелись два дома. Церковь была закрыта в 1930 году, а советское время были снесены купол и колокольня. В здании размещался клуб.

## Население
| 2002 | 2010 |
| ---- | ---- |
| 335  | ↗364 |